# Замыкание (программирование)
Замыкание (англ. closure) в программировании — это различные методики передачи в функцию первого класса (она же callback) информации о переменных вне её тела. Другими словами, замыкание состоит из 1) ссылки на функцию, и 2) пакета данных, показывающего, при каких обстоятельствах функцию вызвали — и наоборот, функция может модифицировать этот пакет, чтобы передать наружу, что случилось при её исполнении. Простейший пример: операция сортировки массива принимает функцию сравнения, в эту функцию окольным путём передаётся, по какому полю сортировать, и тем же окольным путём функция накапливает статистику, сколько было сравнений.
Замыкание, так же как и экземпляр объекта, есть способ представления функциональности и данных, связанных и упакованных вместе.
Существуют различные методики создания замыканий:
- Глобальная переменная, с той скидкой, что теряется реентерабельность — стандартная библиотека Си вроде qsort.
- Дополнительный параметр, который гарантированно передаётся неизменным и позволяет упаковать небольшой объект или передать по ссылке большой — низкоуровневые библиотеки наподобие WinAPI[2];
- Объект с операцией «вызов», создаваемый каждый раз,— Си++, Java. Такой объект также может перехватывать локальные переменные и/или ссылаться на текущий объект this, связывая внутреннюю функцию с местом, где она определена в коде.
  - Чтобы разнотипные объекты можно было однообразно вызывать, существуют несколько разных подходов: они поддерживают один и тот же интерфейс (Java), метапрограммирование (немалая часть Си++ вроде std::sort), промежуточный объект std::function и более лёгкие вроде function_ref, берущие тонкости типа на себя (тоже Си++).
- Нужные данные автоматически содержатся в любой ссылке на функцию — PHP, JavaScript[1], Ruby.
- Метод объекта вместе с указателем на сам объект — Delphi.

## Некоторые из назначений
Основное назначение замыкания (в любом виде) — разделение ответственности между слоями кода: «библиотечная» функция готовит данные, функция с «пользовательского» слоя обрабатывает. Примерные сценарии: при наступлении события вызвать пользовательскую функцию, обойти несколько объектов и для каждого вызвать пользовательскую функцию, провести сортировку в пользовательском порядке… Чтобы библиотека не теряла общность, «пользовательская» функция обязана иметь нейтральную сигнатуру, не выдающую, какими сторонними данными происходит обмен.
Условный пример: библиотечная функция-генератор пройтиПростыеЧисла умеет отыскивать среди чисел простые, но ничего с ними не делает и взамен вызывает для обработки пользовательскую функцию-потребителя добавитьВСписок. (Замыкание сделано дополнительным параметром на манер WinAPI — даже такой примитивной конструкции хватает, чтобы разделить ответственность. Стрелкой ↑ будем обозначать ссылки там, где важна именно такая передача данных.)
```
функция добавитьВСписок(x : целое, замык : ↑объект)
  (замык → ↑список).добавь(x)

y : список
пройтиПростыеЧисла(1000, добавитьВСписок, y)
```

Такой метод, применяемый в низкоуровневых библиотеках на манер WinAPI, не защищён от дурака: если программист ошибётся с преобразованием типа и напишет замык → ↑кнопка, будет порча памяти или аварийный останов. Потому желательна языковая поддержка замыканий, заодно решающая и новые задачи:
1. Программирование в структурном стиле — внешний вызов и внутреннее тело напоминают составной оператор. В частности, генераторы данных и итераторы[3].
y : список
пройтиПростыеЧисла(1000, [↑y](x : целое) →
  y.добавь(x)
)
Такая конструкция отличается от оператора for лишь тем, что внутри тело функции, а не тело цикла. Аналогом continue будет return, а аналога break в общем случае нет.
2. Программирование в функциональном стиле — функции первого класса, карринг, композиция функций[3].
функция форматироватьВалюту(валюта : строка, точность : целое)
  вернуть [валюта, точность](x : дробное) →
          форматировать(x, точность) + " " + валюта

форматироватьЕвро := форматироватьВалюту("€", 2)
// получаем объект-функцию дробное → строка
3. Один из способов сделать скрытые (доступные только объекту-владельцу) данные, не пересекающиеся ни с другими объектами, ни с глобальными переменными[3].
функция сделатьСчётчик()
  n := 0
  вернуть [изменяемая n]() → n++
// объект-функция без параметров возвращает числа 0, 1, 2…,
// даже после того, как локальная переменная n исчезнет
Принцип действует и в Си++, и в JavaScript/Ruby, но несколько по-разному: в Си++ переменная n, перехваченная по копии, находится внутри объекта и никак не связана с локальной n. JavaScript и Ruby перехватывают по ссылке, но запоминают контекст, откуда была создана функция, и сколько функций, столько контекстов[5].
4. Для принципа «не повторяйся». В Си нередко повторяющийся код оформляют как макрос препроцессора, потому что иначе трудоёмко перехватить локальные переменные. Замыкания снимают всю трудоёмкость:
s := "alpha,bravo,charlie"
начало := 0
сброс := [s, ↑начало](конец : целое) →
  напечатать s[начало..конец)  // или иным образом обработать кусок строки

цикл i := [0..|s|)
  если s[i] = ','
    сброс(i)
    начало := i + 1
сброс(|s|)
5. Чтобы оформить небольшой объект как функцию — для кэширования предыдущих вызовов, фильтрации ввода и другого[3].

## Примеры
Больше примеров смотрите в викиучебнике.

### В языкеScheme
```
(
define
 
(
make-adder
 
n
)
       
; возвращает замкнутое лямбда-выражение

  
(
lambda
 
(
x
)
                
; в котором x - связанная переменная,

    
(
+
 
x
 
n
)
                  
; а n - свободная (захваченная из внешнего контекста)

  
)

)

(
define
 
add1
 
(
make-adder
 
1
))
 
; делаем процедуру для прибавления 1

(
add1
 
10
)
                    
; вызываем её, возвращает 11

(
define
 
sub1
 
(
make-adder
 
-1
))
; делаем процедуру для вычитания 1

(
sub1
 
10
)
                    
; вызываем её, возвращает 9

```

### В языкеJavaScript[6]
```
'use strict'
;

const
 
add
 
=
 
function
(
x
)
 
{

  
return
 
function
(
y
)
 
{

    
const
 
z
 
=
 
x
 
+
 
y
;

    
console
.
log
(
x
 
+
 
'+'
 
+
 
y
 
+
 
'='
 
+
 
z
);

    
return
 
z
;

  
};

};

const
 
res
 
=
 
add
(
3
)(
6
);
 
// вернёт 9 и выведет в консоль 3+6=9

console
.
log
(
res
);

```

Этот же код в версии ECMAScript2015 с использованием «стрелочных функций»:
```
'use strict'
;

const
 
add
 
=
 
x
 
=>
 
y
 
=>
 
{

  
const
 
z
 
=
 
x
 
+
 
y
;

  
console
.
log
(
x
 
+
 
'+'
 
+
 
y
 
+
 
'='
 
+
 
z
);

  
return
 
z
;

};

const
 
res
 
=
 
add
(
3
)(
6
);
 
// вернёт 9 и выведет в консоль 3+6=9

console
.
log
(
res
);

```

Пояснение: в JavaScript сочетание => является оператором объявления стрелочной функции, см например https://developer.mozilla.org/ru/docs/Web/JavaScript/Reference/Functions/Arrow_functions. Здесь в константу add помещается функция от аргумента x, результатом которой будет являться другая функция, а именно функция от аргумента y, результат которой вычисляется приведённым в фигурных скобках блоком кода. Этот блок кода опирается на аргумент y своей функции и на замыкание, создаваемое для аргумента x внешней функции.
При вызове add(3)(6) функция, хранящаяся в переменной add, вызывается с аргументом 3 и возвращает функцию, завязанную на значение 3 в замыкании x.
Далее в рамках такого обращения эта функция выполняется с аргументом y = 6 и возвращает 9.
Можно сделать рекурсивное замыкание:
```
'use strict'
;

const
 
add
 
=
 
x
 
=>
 
y
 
=>
 
{

  
const
 
z
 
=
 
x
 
+
 
y
;

  
console
.
log
(
x
 
+
 
'+'
 
+
 
y
 
+
 
'='
 
+
 
z
);

  
return
 
add
(
z
);

};

const
 
res
 
=
 
add
(
1
)(
4
)(
6
)(
9
);

console
.
log
(
res
);

/* 1+4=5

   5+6=11

   11+9=20

   [Function]*/

```

Когда JS-код работает, локальные переменные хранятся в scope. В JavaScript локальные переменные могут оставаться в памяти даже после того, как функция вернула значение.
Все функции в JavaScript — это замыкания, то есть всегда, когда создается функция, создается замыкание, хоть и зачастую оно пустое, так как функции обычно из объявления контекста, как правило, ничего не используют. Но нужно понимать разницу между созданием замыкания и созданием нового scope-объекта: замыкание (функция + ссылка на текущую цепочку scope-объектов) создается при определении функции, но новый scope-объект создается (и используется для модификации цепочки scope-объектов замыкания) при каждом вызове функции.

### В языкеPHP
В PHP замыкания — это анонимные функции, особые конструкции, которые позволяют описывать функции, не имеющие определённых имён.
```
<?php

function
 
add
(
$x
)

{

    
return
 
function
 
(
$y
)
 
use
 
(
$x
)
 
{
 
// <-- анонимная функция (замыкание)

        
return
 
$x
 
+
 
$y
;

    
};
 
// <-- эта точка с запятой здесь нужна!

}

echo
 
add
(
3
)(
5
)
 
.
 
PHP_EOL
;
   
// Выведет: 8

$f
 
=
 
add
(
3
);

var_dump
(
$f
);
               
// Выведет: object(Closure)

echo
 
$f
(
6
)
 
.
 
PHP_EOL
;
       
// Выведет: 9

```

В PHP наследование переменных из родительской области видимости осуществляется с помощью конструкции use путем явного указания имен наследуемых переменных.
Другой пример с передачей замыкания в метод, где ожидается callable-параметр:
```
<?php

function
 
power
(
$arr
,
 
$exp
)

{

    
// переменная $func будет хранить ссылку на объект класса Closure, который описывает наше замыкание

    
$func
 
=
 
function
 
(
$el
)
 
use
 
(
$exp
)
 
{

        
return
 
$el
 
**
 
$exp
;

    
};

    
    
return
 
array_map
(
$func
,
 
$arr
);

}

$list
 
=
 
[
1
,
 
3
,
 
4
];

var_dump
(
power
(
$list
,
 
2
));
 
// Выведет: array(3) {[0]=>int(1) [1]=>int(9) [2]=>int(16)}

var_dump
(
power
(
$list
,
 
3
));
 
// Выведет: array(3) {[0]=>int(1) [1]=>int(27) [2]=>int(64)}

```